# Assumpta Serna
Assumpta Rodés i Serna (Barcelona, 16 de setembro de 1957) é uma atriz e professora de interpretação espanhola.
Ela fala fluentemente catalão, castelhano, inglês, francês, italiano, português.

## Filmografia
- Balada da Praia dos Cães (1987)